# Lisse
Lisse – duża miejscowość i gmina w zachodniej Holandii, w prowincji Holandia Południowa. Gmina liczy 22 200 mieszkańców i zajmuje 16,11 km². 
W miejscowości znajduje się założony w 1949 roku największy ogród kwiatowy na świecie – Keukenhof. Ogród zajmuje około 28 ha i corocznie wysadzanych jest tu ponad 7 mln cebulek kwiatów. W Lisse znajduje się ponadto muzeum Zagłębia Cebulek Kwiatowych (Museum voor de Bloembollenstreek).

## Historia
Pierwsze wzmianki o Lisse pojawiły się w 1198 roku. Od początku XX wieku w Lisse zapoczątkowana została uprawa tulipana, dziś tutejszy ogród kwiatowy jest najbardziej znanym w całej Holandii. 

## Linki zewnętrzne

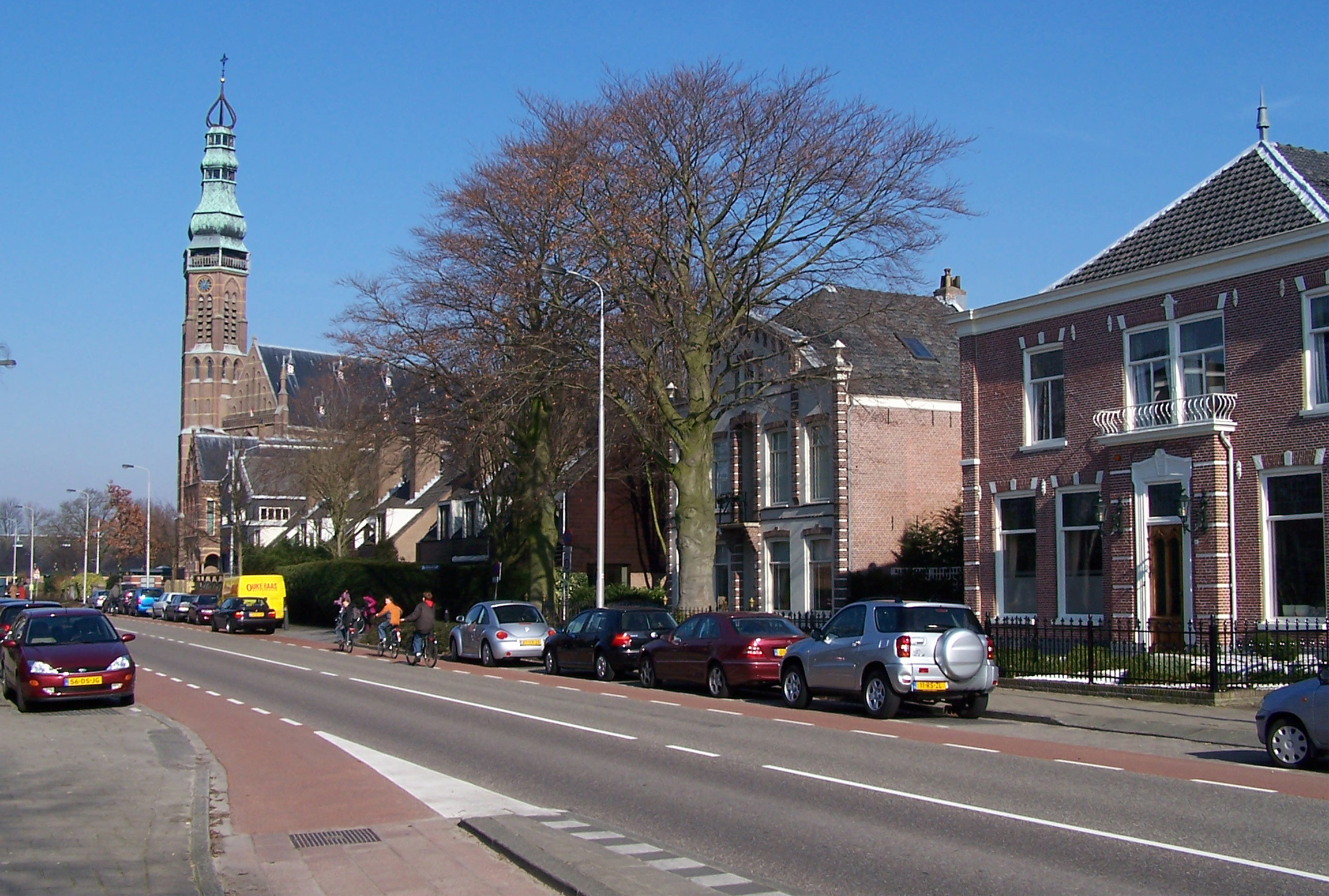
Ulica i kościół św. Agaty w Lisse

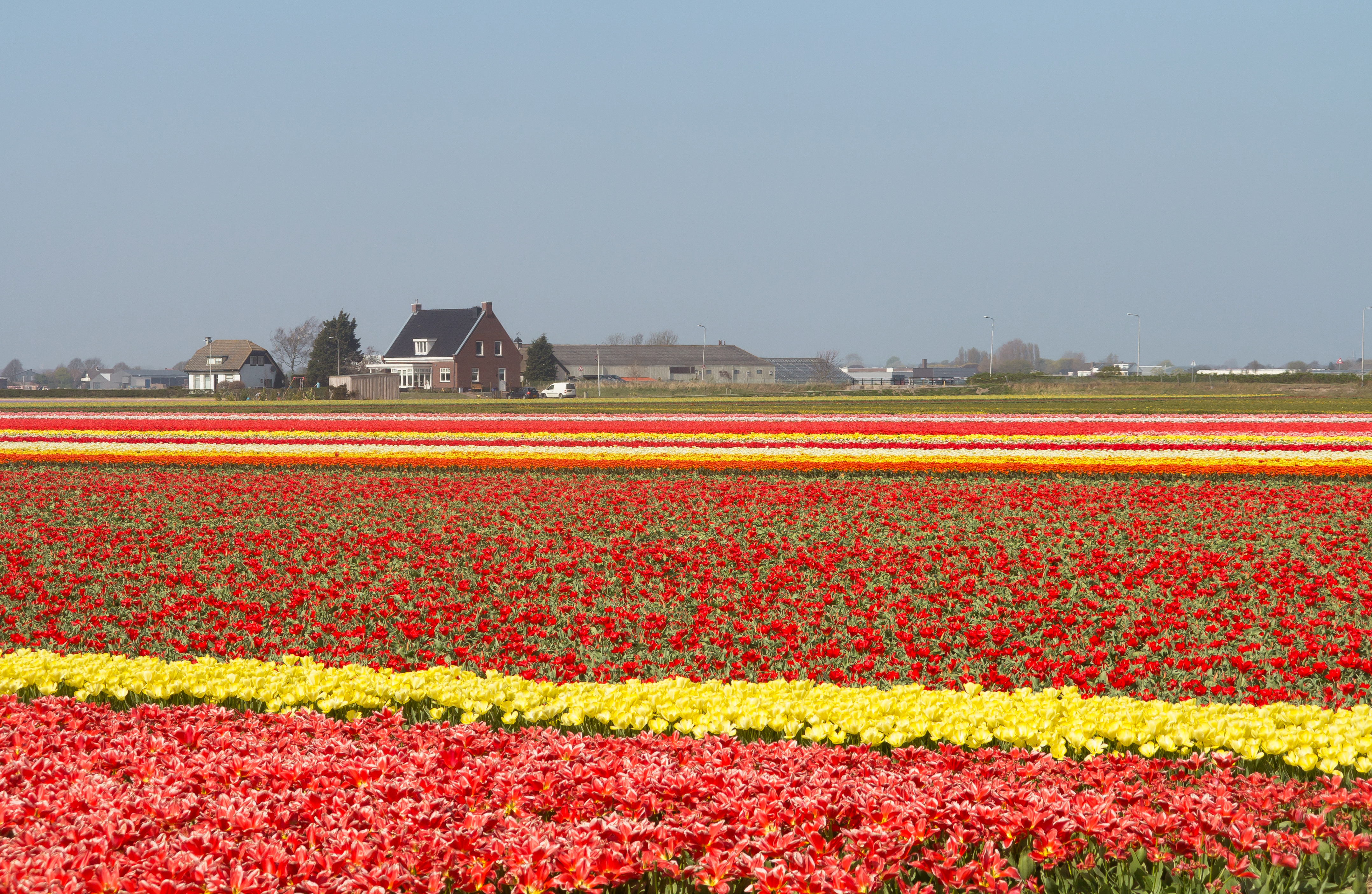
Pole tulipanów w okolicy Lisse

## Osoby związane z Lisse
- Adrianus Simonis
- Jacob Veldhuyzen van Zanten